# Alberto Heller
Alberto Heller (28 dicembre 1993) è un pilota di rally cileno.

## Carriera
Heller fa il suo esordio nel Campionato del mondo Rally nel 2018 quando prende parte, in equipaggio con Díaz José Luis, al Rally d'Argentina ritirandosi anzitempo per incidente. Sempre nel 2018, in occasione del Rally d'Australia, conquista i primi punti iridati e la vittoria nella categoria WRC-2.

## Vittorie nei Rally

### WRC-2
| # | Anno | Evento            | Co-pilota      | Auto           | Squadra                  |
| - | ---- | ----------------- | -------------- | -------------- | ------------------------ |
| 1 | 2018 | Rally d'Australia | José Luis Díaz | Ford Fiesta R5 | M-Sport World Rally Team |

### Altri Rally
| #  | Stagione | Campionato        | Evento                                   | Co-pilota            | Auto                   |
| -- | -------- | ----------------- | ---------------------------------------- | -------------------- | ---------------------- |
| 1  | 2015     | Bío Bío           | Rally de Chillán                         | Felipe Espinoza      | Peugeot 208 R2         |
| 2  | 2015     | Bío Bío           | Rally Lota                               | Felipe Espinoza      | Peugeot 208 R2         |
| 3  | 2018     | Campionato cileno | Gran Premio Vicuña                       | José Luis Díaz       | Ford Fiesta R5         |
| 4  | 2018     | Campionato cileno | Gran Premio Río Bueno                    | José Luis Díaz       | Ford Fiesta R5         |
| 5  | 2018     | Campionato cileno | Rally de Pichilemu                       | José Luis Díaz       | Ford Fiesta R5         |
| 6  | 2022     | Campionato cileno | Rally de Ñuble - Chillán Viejo           | Luis Ernesto Allende | Citroën C3 Rally2      |
| 7  | 2022     | Nazionale Zona 6  | Rally Città di Pistoia                   | Javiera Roman        | Volkswagen Polo GTI R5 |
| 8  | 2022     | Campionato cileno | Rally del Osorno                         | Luis Ernesto Allende | Citroën C3 Rally2      |
| 9  | 2023     | Campionato cileno | Rally de Laja - San Rosendo              | Luis Ernesto Allende | Citroën C3 Rally2      |
| 10 | 2023     | Campionato cileno | Rally de Ñuble - Chillán Viejo           | Luis Ernesto Allende | Citroën C3 Rally2      |
| 11 | 2023     | Campionato cileno | Rally de Villarica                       | Luis Ernesto Allende | Citroën C3 Rally2      |
| 12 | 2024     | Campionato cileno | Rally de Ñuble - Chillán - Chillán Viejo | Luis Ernesto Allende | Citroën C3 Rally2      |
| 13 | 2024     | Campionato cileno | Rally de Ñuble - Quillón                 | Luis Ernesto Allende | Citroën C3 Rally2      |
| 14 | 2025     | Campionato cileno | Rally de Lago Ranco                      | Matias Amestica      | Citroën C3 Rally2      |

## Risultati nel mondiale rally

### WRC
| 2018 | Scuderia                 | Vettura        |  |  |  |  |     |  |  |  |  |  |  |  |   |  |  |  | Punti | Pos. |
| ---- | ------------------------ | -------------- |  |  |  |  | --- |  |  |  |  |  |  |  | - |  |  |  | ----- | ---- |
| 2018 | M-Sport World Rally Team | Ford Fiesta R5 |  |  |  |  | Rit |  |  |  |  |  |  |  | 8 |  |  |  | 4     | 21º  |

| 2019 | Scuderia | Vettura                               |  |  |    |  |    |     |    |  |  |  |  |    |  |  |  |  | Punti | Pos. |
| ---- | -------- | ------------------------------------- |  |  | -- |  | -- | --- | -- |  |  |  |  | -- |  |  |  |  | ----- | ---- |
| 2019 |          | Ford Fiesta R5 Volkswagen Polo GTI R5 |  |  | 12 |  | 13 | Rit | 15 |  |  |  |  | 19 |  |  |  |  | 0     |      |

| 2020 | Scuderia | Vettura            |  |  |     |  |    |    |  |  |  |  |  |  |  |  |  |  | Punti | Pos. |
| ---- | -------- | ------------------ |  |  | --- |  | -- | -- |  |  |  |  |  |  |  |  |  |  | ----- | ---- |
| 2020 |          | Ford Fiesta Rally2 |  |  | Rit |  | 12 | 17 |  |  |  |  |  |  |  |  |  |  | 0     |      |

| 2021 | Scuderia | Vettura           |  |  |  |    |     |  |  |  |  |  |  |  |  |  |  |  | Punti | Pos. |
| ---- | -------- | ----------------- |  |  |  | -- | --- |  |  |  |  |  |  |  |  |  |  |  | ----- | ---- |
| 2021 |          | Citroën C3 Rally2 |  |  |  | 23 | Rit |  |  |  |  |  |  |  |  |  |  |  | 0     |      |

| 2023 | Scuderia         | Vettura                                   |  |  |  |  |     |  |  |  |  |  |    |  |  |  |  |  | Punti | Pos. |
| ---- | ---------------- | ----------------------------------------- |  |  |  |  | --- |  |  |  |  |  | -- |  |  |  |  |  | ----- | ---- |
| 2023 | M-Sport Ford WRT | Citroën C3 Rally2 Ford Puma Rally1 Hybrid |  |  |  |  | Rit |  |  |  |  |  | 15 |  |  |  |  |  | 0     |      |

| 2024 | Scuderia | Vettura           |  |  |  |  |  |  |  |  |  |  |    |  |  |  |  |  | Punti | Pos. |
| ---- | -------- | ----------------- |  |  |  |  |  |  |  |  |  |  | -- |  |  |  |  |  | ----- | ---- |
| 2024 |          | Citroën C3 Rally2 |  |  |  |  |  |  |  |  |  |  | 15 |  |  |  |  |  | 0     |      |

| Legenda | 1º posto | 2º posto | 3º posto | A punti | Senza punti | Ritirato | Squalificato | NP=Non partito C=Gara cancellata | Apice=Power stage |

### WRC-2
| 2018 | Scuderia                 | Vettura        |  |  |  |  |     |  |  |  |  |  |  |  |   |  |  |  | Punti | Pos. |
| ---- | ------------------------ | -------------- |  |  |  |  | --- |  |  |  |  |  |  |  | - |  |  |  | ----- | ---- |
| 2018 | M-Sport World Rally Team | Ford Fiesta R5 |  |  |  |  | Rit |  |  |  |  |  |  |  | 1 |  |  |  | 25    | 17º  |

| 2019 | Scuderia | Vettura                               |  |  |   |  |   |     |   |  |  |  |  |   |  |  |  |  | Punti | Pos. |
| ---- | -------- | ------------------------------------- |  |  | - |  | - | --- | - |  |  |  |  | - |  |  |  |  | ----- | ---- |
| 2019 |          | Ford Fiesta R5 Volkswagen Polo GTI R5 |  |  | 3 |  | 4 | Rit | 7 |  |  |  |  | 6 |  |  |  |  | 41    | 12º  |

| 2023 | Scuderia | Vettura           |  |  |  |  |     |  |  |  |  |  |  |  |  |  |  |  | Punti | Pos. |
| ---- | -------- | ----------------- |  |  |  |  | --- |  |  |  |  |  |  |  |  |  |  |  | ----- | ---- |
| 2023 |          | Citroën C3 Rally2 |  |  |  |  | Rit |  |  |  |  |  |  |  |  |  |  |  | 0     |      |

| 2024 | Scuderia | Vettura           |  |  |  |  |  |  |  |  |  |  |   |  |  |  |  |  | Punti | Pos. |
| ---- | -------- | ----------------- |  |  |  |  |  |  |  |  |  |  | - |  |  |  |  |  | ----- | ---- |
| 2024 |          | Citroën C3 Rally2 |  |  |  |  |  |  |  |  |  |  | 8 |  |  |  |  |  | 4     | 39º  |

| Legenda | 1º posto | 2º posto | 3º posto | A punti | Senza punti | Ritirato | Squalificato | NP=Non partito C=Gara cancellata | Apice=Power stage |

### WRC-2 Challenger
| 2023 | Scuderia | Vettura           |  |  |  |  |     |  |  |  |  |  |  |  |  |  |  |  | Punti | Pos. |
| ---- | -------- | ----------------- |  |  |  |  | --- |  |  |  |  |  |  |  |  |  |  |  | ----- | ---- |
| 2023 |          | Citroën C3 Rally2 |  |  |  |  | Rit |  |  |  |  |  |  |  |  |  |  |  | 0     |      |

| 2024 | Scuderia | Vettura           |  |  |  |  |  |  |  |  |  |  |   |  |  |  |  |  | Punti | Pos. |
| ---- | -------- | ----------------- |  |  |  |  |  |  |  |  |  |  | - |  |  |  |  |  | ----- | ---- |
| 2024 |          | Citroën C3 Rally2 |  |  |  |  |  |  |  |  |  |  | 5 |  |  |  |  |  | 10    | 28º  |

| Legenda | 1º posto | 2º posto | 3º posto | A punti | Senza punti | Ritirato | Squalificato | NP=Non partito C=Gara cancellata | Apice=Power stage |

### WRC-3
| 2020 | Scuderia | Vettura            |  |  |     |  |   |   |  |  |  |  |  |  |  |  |  |  | Punti | Pos. |
| ---- | -------- | ------------------ |  |  | --- |  | - | - |  |  |  |  |  |  |  |  |  |  | ----- | ---- |
| 2020 |          | Ford Fiesta Rally2 |  |  | Rit |  | 4 | 5 |  |  |  |  |  |  |  |  |  |  | 22    | 10º  |

| 2021 | Scuderia | Vettura           |  |  |  |   |     |  |  |  |  |  |  |  |  |  |  |  | Punti | Pos. |
| ---- | -------- | ----------------- |  |  |  | - | --- |  |  |  |  |  |  |  |  |  |  |  | ----- | ---- |
| 2021 |          | Citroën C3 Rally2 |  |  |  | 8 | Rit |  |  |  |  |  |  |  |  |  |  |  | 4     | 51º  |

| Legenda | 1º posto | 2º posto | 3º posto | A punti | Senza punti | Ritirato | Squalificato | NP=Non partito C=Gara cancellata | Apice=Power stage |